# NGC 2261
NGC 2261 (hay còn được biết đến với tên gọi khác là Caldwell 46 và Tinh vân biến quang của Hubble) là tên của một tinh vân biến quang nằm trong chòm sao Kỳ Lân. Tinh vân này được thắp sáng bởi một ngôi sao tên là R Moncerotis (R Mon), mà ngôi sao này ta lại không thể thấy chính xác nó.
Nó được nhà thiên văn học người Anh gốc Đức William Herschel vào năm 1783. Nó được chụp ảnh vào ngày 26 tháng 1 năm 1949 bởi nhà thiên văn học người Mĩ Edwin Hubble bằng kính viễn vọng phản xạ Hale tại đài thiên văn Palomar, sau khoảng 20 năm kể từ khi dự án đài thiên văn Palomar được bắt đầu vào năm 1928. Hubble đã nghiên cứu tinh vân này ở 2 đài thiên văn là Yerkes và Mt Wilson. NGC 2261 còn được chụp bằng kính viễn vọng không gian Hubble và một bức ảnh về tinh vân này đã được xuất bản vào năm 1999.
Ngôi sao R Mon đã thắp sáng một đám mây gồm bụi và khí gần đó nhưng hình dáng và độ sáng của nó thay đổi một cách chậm rãi. Điều đó có thể nhận thấy bằng một kính viễn vọng cỡ nhỏ sau hơn nhiều tuần và nhiều tháng. Tinh vân này giống như một ngôi sao chổi nhỏ.
Một giả thuyết giải thích sự biến quang của nó là có những mây bụi dày đặc gần R Mon đã che đi ánh sáng phát ra từ nó theo một chu kì nhất định. Do đó, nó tạo nên một khoảng tối tạm thời ở những đám mây gần đó.